# Lalli (Kambja)
Lalli is een plaats in de Estlandse gemeente Kambja, provincie Tartumaa. De plaats heeft de status van dorp (Estisch: küla) en telt 131 inwoners (2021).
Lalli ligt aan de Tugimaantee 61, de weg van Põlva naar Reola.
Lalli werd voor het eerst genoemd in 1839 als dorp op het landgoed van Vana-Kuuste.